# Список об'єктів Світової спадщини ЮНЕСКО в Азербайджані
У списку об'єктів Світової спадщини ЮНЕСКО в Азербайджані налічується 3 об'єкти (станом на 2023 рік). Всі об'єкти включені в список за культурними критеріями. Крім цього, станом на 2023 рік, 12 об'єктів на території Азербайджану перебувають поміж кандидатів на включення до списку Світової спадщини. Азербайджан ратифікував Конвенцію про охорону світової культурної і природної спадщини 16 грудня 1993 року. Перший об'єкт, що розташований на території Азербайджану, був занесений в список у 2000 році на 24-й сесії Комітету Світової спадщини ЮНЕСКО. У цій таблиці об'єкти розташовані в порядку їх додавання до списку Світової спадщини ЮНЕСКО.

## Список
У цій таблиці об'єкти розташовані у порядку їх додавання до списку Світової спадщини ЮНЕСКО.
Кольорами у списку позначено:
| № | Зображення | Назва | Місцеположення                                                                             | Час створення      | Час внесення до списку                                 | №    | Критерії |
| - | ---------- | --- | ------------------------------------------------------------------------------------------ | ------------------ | ------------------------------------------------------ | ---- | -------- |
| 1 |            | Обнесене стіною місто Баку з палацом Ширваншахів та Дівочою вежею (англ. Walled City of Baku with the Shirvanshah's Palace and Maiden Tower)                        | Азербайджан Абшеронський півострів                                                         | XII—XV століття    | 2000 (з 2003 року по 2009 рік знаходився під загрозою) | 958  | iv       |
| 2 |            | Культурний ландшафт наскельного живопису Гобустана (англ. Gobustan Rock Art Cultural Landscape) * гора Джингіндаг — пагорб Язилитепе * гора Боюкдаш * гора Кічікдаш | Азербайджан Карадагський район та Апшеронський район, адміністративна територія міста Баку | 40000 років потому | 2007                                                   | 1076 | iii      |
| 3 |            | Історичний центр Шекі з палацом ханів (англ. Historic Centre of Sheki with the Khan’s Palace)                                                                       | Азербайджан                                                                                | XVIII—XIX століття | 2019                                                   | 1549 | ii, v    |

## Кандидати
У цьому переліку вказані об'єкти, запропоновані урядом Азербайджану як кандидати на занесення до списку Світової спадщини. У таблиці об'єкти розташовано в порядку їх додавання до попереднього списку.
| №  | Зображення | Назва                                                           | Розташування                                                   | Час створення    | Рік внесення до списку | №    | Критерії      |
| -- | ---------- | --------------------------------------------------------------- | -------------------------------------------------------------- | ---------------- | ---------------------- | ---- | ------------- |
| 1  |            | Сурахани, Атешгях (вогнепоклонники, храм-музей у Сураханах)     | Баку                                                           | XVII століття    | 1998                   | 1172 | i, iii        |
| 2  |            | Нахічеванський мавзолей                                         | Нахічеванська Автономна Республіка                             | XII століття     | 1998                   | 1173 | i, iv         |
| 3  |            | Осад флори і фауни четвертинного періоду — Бінагаді             | Найближче місто: Баку                                          | —                | 1998                   | 1175 | viii, ix      |
| 4  |            | Грязьовий вулкан Льокбатан                                      | Найближче місто: Льокбатан                                     | —                | 1998                   | 1176 | vii, viii, ix |
| 5  |            | Гора «Бакинська сцена»                                          | Баку                                                           | —                | 1998                   | 1177 | viii, ix      |
| 6  | \|         | Берегові оборонні споруди Каспійського моря                     | Баку та Дівічинський район                                     | V—XIV століття   | 2001                   | 1573 | —             |
| 7  |            | Історико-архітектурний заповідник Шуша                          | Район: Шушинський                                              | XVIII століття   | 2001                   | 1574 | i, iv, v, vi  |
| 8  |            | Ордубадський історико-архітектурний заповідник (азерб. Ordubad) | Район: Ордубадський Нахічеванська Автономна Республіка         | XIII століття    | 2001                   | 1575 | i, iv, v      |
| 9  |            | Хиналиг - середньовічне гірське село                            | Район: Ґубинський                                              | —                | 2020                   | 6480 | iii, iv, v    |
| 10 |            | Гирканські ліси (Азербайджан)                                   | Найближче місто: Ленкорань Райони: Ленкоранський, Астаринський | —                | 2020                   | 6490 | ix, x         |
| 11 |            | Доісторичні місця печер Азиська печера і Таглар                 | Райони: Ходжавендський                                         | —                | 2021                   | 6547 | i, iii        |
| 12 |            | Худаферинські мости та пов’язані з ними місця                   | Райони: Джебраїльський                                         | XI—XIII століття | 2021                   | 6621 | ii, iv        |

## Виноски
1. ↑  Tentative (англійською) . UNESCO World Heritage Center. Архів оригіналу за 1 березня 2012. Процитовано 21 вересня 2011.
2. ↑  The States Parties - Azerbaijan. unesco.org. Архів оригіналу за 1 березня 2012. Процитовано 21 вересня 2011.
3. ↑  Спільно з Іраном